# Tin Machine Live: Oy Vey, Baby
Tin Machine Live: Oy Vey, Baby är ett livealbum med gruppen Tin Machine som släpptes 27 juli 1992. Det visade sig bli det sista albumet som kom från gruppen och spelades in 1991-1992 på It's My Life Tour i Tokyo, Chicago, Boston, New York och Sapporo.
Albumet fick mycket negativ kritik och planerna för ett andra livealbum lades på is samtidigt som David Bowie kort därefter återvände till sin solokarriär med singeln "Real Cool World" i augusti 1992

## Låtlista
1. "If There is Something" (Brian Ferry) - 3.55
2. "Amazing" (David Bowie, Reeves Gabrels) - 4.06
3. "I Can't Read" (David Bowie, Reeves Gabrels) - 6.25
4. "Stateside" (David Bowie, Hunt Sales) - 8.11
5. "Under the God" (David Bowie) - 4.05
6. "Goodbye Mr. Ed" (David Bowie, Hunt Sales, Tony Sales) - 3.31
7. "Heaven's in Here" (David Bowie) - 12.05
8. "You Belong in Rock 'n' Roll" (David Bowie, Reeves Gabrels) - 6.59

## Medverkande
- David Bowie - Sång, gitarr, saxofon
- Reeves Gabrels - Gitarr, sång
- Tony Sales - Bas, sång
- Hunt Sales - Trummor, sång
- Eric Schermerhorn - Gitarr, kör